# Karrat (Insel, Uummannaq)
Karrat (nach alter Rechtschreibung ebenfalls Karrat; „deren Vorgebirge“) ist eine grönländische Insel im Distrikt Uummannaq in der Avannaata Kommunia.

## Geografie
Karrat liegt im Mündungsbereich des Fjord Kangilleq im Fjordkomplex des Karrat Fjord. Der Sund Torsuuk trennt Karrat von der Insel Qeqertarsuaq. Die Insel hat eine bananenförmige Form. Der zentrale Teil besteht aus einem hohen Bergrücken mit maximalen Höhen von über 800 m am Karrat Qaqqaat. Der östliche Teil ist ein etwa 200 m hohes Plateau mit zwei Seen (Tasersuit). Der südwestliche Teil besteht aus der Halbinsel Karrat Nunaat, welche durch die Landenge Qungasikassaa mit dem Rest der Insel verbunden ist.

## Geschichte
Karrat war bis ins 20. Jahrhundert hinein bewohnt. Im südwestlichen Teil der Insel befand sich der Wohnplatz Karrat, der in den 1930er Jahren aufgegeben wurde. Im Osten lag der Wohnplatz Nuliarfik, der in den 1940er Jahren verlassen wurde. 1915 lebten in beiden Orten zusammen 160 Menschen. An den Kaps Putu (östlich von Karrat) und Illukassak (südlich der Tasersuit) befinden sich zudem archäologische Spuren früherer Besiedelung.